# İpek Vural
İpek Vural (née Sümer le 3 février 1991 à Ankara) est une joueuse de volley-ball turque. Elle mesure 1,83 m et joue au poste de passeuse. 

## Clubs
| Club                         | De        | À         |
| ---------------------------- | --------- | --------- |
| İller Bankası Ankara         | 2000-2001 | 2010-2011 |
| Nilüfer Belediye             | 2011-2011 | 2011-2011 |
| Rota Koleji İzmir            | 2011-2012 | 2011-2012 |
| Çanakkale Belediye           | 2012-2013 | 2012-2013 |
| Gazi Üniversitesi            | 2013-2013 | 2013-2013 |
| İdmanocağı Spor Kulübü       | 2013-2014 | 2013-2014 |
| Bolu Belediyespor            | 2014-2015 | 2014-2015 |
| Pursaklar Belediyesi         | 2015-2016 | 2015-2016 |
| Balıkesir BBSK               | 2016-2017 | 2016-2017 |
| Karşıyaka İzmir              | jan 2017  | mai 2017  |
| İdmanocağı Spor Kulübü       | 2017-2018 | 2017-2018 |
| Kahramankazan Belediye       | 2018-2019 | 2018-2019 |
| Astor Voleybol               | 2019-2020 | 2019-2020 |
| M-Technologie Voleyball Club | jan 2020  | mai 2020  |
| AgriTourism Huqi Volley      | 2020-2021 | …         |